# Reiser (Familienname)
Reiser ist ein deutscher Familienname.

## Namensträger
- Albert Reiser (1874–1947), deutscher Orgelbauer, siehe Reiser Orgelbau
- Albert Reiser (Fußballspieler) (1928–2007), deutscher Fußballspieler
- Alexander Reiser (* 1962), russisch-deutscher Journalist und Schriftsteller
- Allen Reiser (* 1952), kanadischer Pianist und Musikpädagoge
- Alois Reiser (1887–1977), tschechisch-amerikanischer Komponist, Cellist und Dirigent
- Anton Reiser (Theologe) (1628–1686), deutscher Theologe
- Anton Reiser (Politiker) (1869–1923), deutscher Verwaltungsbeamter und Politiker (Zentrum)
- August Reiser (Musiker) (1840–1904), deutscher Musiker, Komponist und Journalist
- August Reiser (Manager) (1860–1932), deutscher Bankmanager
- Beat Reiser (1880–1940), deutscher Philosoph
- Bernhard Reiser (* 1966), deutscher Koch
- Carl Reiser (1877–1950), deutscher Künstler
- Cassian Reiser (1881–1956), deutscher Kirchenmusiker
- Fridolin Reiser (1843–1909), deutsch-österreichischer Montaningenieur und Metallurge
- Friedrich Reiser (1401–1458), deutscher Hussit und Waldenser
- Fritz Reiser (1875–1919), deutscher Marathonläufer
- Georg Reiser (* 1962), deutscher Fußballspieler und Torwarttrainer
- Glenda Reiser (1955–2008), kanadische Mittelstreckenläuferin
- Hans Reiser (Heimatpfleger) (1881–1968), deutscher Heimatpfleger
- Hans Reiser (Schriftsteller) (1888–1946), deutscher Schriftsteller
- Hans Reiser (Schauspieler) (1919–1992), deutscher Schauspieler
- Hans Reiser (Journalist) (1930–1983), deutscher Journalist
- Hans Reiser (Maler) (* 1951), deutscher Maler und Karikaturist
- Hans Reiser (Informatiker) (* 1963), amerikanischer Informatiker
- Heinrich Reiser (Jurist) (1566–1629), deutscher Jurist
- Heinrich Reiser (Lehrer) (1805–1889), deutscher Lehrer, Autor, Komponist und Musiker
- Heinrich Reiser (Gestapo) (1899–nach 1963), deutscher SS-Offizier und Geheimdienstmitarbeiter
- Helmut Reiser (1942–2024), deutscher Sonderpädagoge und Hochschullehrer
- Hermann Reiser (1801–1884), deutscher Schauspieler und Theaterregisseur, siehe Hermann Eduard Reinhardt
- Hermann P. Reiser (1923–2004), deutscher Politiker (SPD) und Journalist
- Ignaz Reiser (Bildhauer) († 1729), deutscher Bildhauer
- Ignaz Reiser (Architekt) (1863–1940), österreichischer Architekt
- Jan Reiser (* 1978), deutscher Comiczeichner und Illustrator
- Jean-Marc Reiser (1941–1983), französischer Comic-Autor
- Jochen Reiser (* 1971), deutsch-amerikanischer Nephrologe, Medizinwissenschaftler und Hochschulpräsident
- Karl August Reiser (Geologe) (1853–1922), deutscher Lehrer, Geologe und Heimatforscher
- Karl August Reiser (Mediziner) (1908–1974), deutscher Augenarzt, Hochschullehrer und Kunstsammler
- Konrad Reiser, deutscher Archivar
- Madeleine Reiser (1952–2014), österreichische Politikerin (GRÜNE)
- Marion Reiser (* 1982), deutsche Schauspielerin
- Marion Reiser (Politikwissenschaftlerin) (* 1975), deutsche Politikwissenschaftlerin
- Marius Reiser (* 1954), deutscher Theologe
- Martin Reiser, deutscher Eissportler
- Martin Reiser (Ingenieur) (1943–2017), Schweizer Ingenieur und Kommunikationswissenschaftler
- Maximilian Reiser (* 1948), deutscher Radiologe
- Melissa Reiser, US-amerikanische Saxophonistin, Musikethnologin und Musikpädagogin
- Niki Reiser (* 1958), Schweizer Musiker und Komponist
- Otmar Reiser (1861–1936), österreichischer Vogelkundler
- Otto Reiser (1884–1957), deutscher Fußballspieler
- Paul Reiser (* 1956), US-amerikanischer Schauspieler
- Peter Reiser (?–1950), deutscher Kapellmeister, Dirigent und Komponist
- Petra Reiser-Uhlenbruch (* 1959), deutsche Juristin und Richterin
- Rio Reiser (1950–1996), deutscher Sänger
- Roman Reiser (1920–2023), deutscher Architekt
- Rudolf Reiser (* 1941), deutscher Historiker und Journalist
- Salome Reiser (1965–2014), deutsche Musikwissenschaftlerin
- Sebastian Jakob Wilhelm Reiser (1742–??), deutscher Mathematiker und Physiker
- Sylvia Reiser, deutsche Künstlerin
- Thomas Reiser (* 1979), deutscher Philologe und Übersetzer
- Tobi Reiser (1907–1974), österreichischer Musiker und Komponist
- Tobias Reiser (1946–1999), österreichischer Volksliedforscher und Musiker
- Walter Reiser (1923–2013), Schweizer Radrennfahrer
- Wilhelm von Reiser (1835–1898), deutscher Theologe, Bischof von Rottenburg
- Wilhelm Reiser (Sportfunktionär) (1883–1965), deutscher Fußballspieler und Sportfunktionär
- Wolf Reiser (* 1955), deutscher Schriftsteller